# Championnat de Pologne masculin de handball 2020-2021
Navigation
Édition précédente Édition suivante
Le Championnat de Pologne masculin de handball 2020-2021 est la soixante-cinquième édition de cette compétition.
Pour la dixième édition consécutive, le KS Kielce est champion de Pologne devant le Wisła Płock. Après deux années légèrement en retrait, le KS Azoty-Puławy complète à nouveau le podium pour la cinquième fois en sept saisons. En bas de tableau, le SPR Stal Mielec est relégué mais obtient une wild card pour rester en Superliga. Le barrage qui devait opposer le Piotrkowianin Piotrków Trybunalski au deuxième de I. Liga n'a pas lieu, Przemyśl ne pouvant pas monter.

## Présentation

### Modalités
Contrairement aux saisons précédentes où, à l'issue des 26 journées de phase régulière, les huit premières équipes se disputent le titre et les six dernières jouent le maintien, il n'y a cette saison qu'une phase. Ainsi, le club classé premier à l'issue des 26 journées est sacré champion de Pologne tandis que le dernier est relégué et le pénultième joue un barrage contre le vice-champion de deuxième division.
Le championnat conserve une de ses spécificités instaurée en 2015 : en cas de match nul, la rencontre est suivie d'une séance de tirs au but. L'équipe qui remporte cette séance marque deux points et l'équipe vaincue en reçoit un alors qu'une victoire dans le temps règlementaire vaut trois points (et la défaite ne rapporte aucun point).

### Participants
| \| Kielce Płock Puławy Zabrze Opole (en) Kalisz (en) Głogów Szczecin Lubin Kwidzyn Gdańsk Tarnów (en) Piotrków Tr. Mielec \| Localisation des clubs engagés dans le championnat. |
| Kielce Płock Puławy Zabrze Opole (en) Kalisz (en) Głogów Szczecin Lubin Kwidzyn Gdańsk Tarnów (en) Piotrków Tr. Mielec                                                           |

Les quatorze clubs de l'édition précédente — interrompue peu avant la fin de la phase régulière — sont maintenus et aucun club n'est promu.
| Club                               | Rang 2019-2020 | Localisation         | Salle                                             | Capacité |
| ---------------------------------- | -------------- | -------------------- | ------------------------------------------------- | -------- |
| KS Kielce                          | 1er            | Kielce               | Hala Legionów                                     | 4 200    |
| Wisła Płock                        | 2e             | Płock                | Orlen Arena                                       | 5 400    |
| Górnik Zabrze                      | 3e             | Zabrze               | Hala widowiskowo - sportowa "Pogoń"               | 1 000    |
| KS Azoty-Puławy                    | 4e             | Puławy               | Hala sportowa MOSiR                               | 680      |
| Gwardia Opole (en)                 | 5e             | Opole                | Stegu Arena                                       | 3 300    |
| MKS Kalisz (en)                    | 6e             | Kalisz               | Arena Kalisz                                      | 3 164    |
| Zagłębie Lubin                     | 7e             | Lubin                | Hala Widowiskowo - sportowa RCS                   | 3 714    |
| Pogoń Szczecin                     | 8e             | Szczecin             | Azoty Arena Szczecin                              | 5 403    |
| SPR Chrobry Głogów                 | 9e             | Głogów               | Widowiskowo-sportowa im. Ryszarda Matuszaka       | 2 500    |
| Piotrkowianin Piotrków Trybunalski | 10e            | Piotrków Trybunalski | OSiR "Relax"                                      | 1 000    |
| MMTS Kwidzyn                       | 11e            | Kwidzyn              | Kompleks Widowiskowo-Sportowy Kwidzyńskiego       | 1 500    |
| Wybrzeże Gdańsk                    | 12e            | Gdańsk               | Akademia Wychowania Fizycznego i Sportu w Gdańsku | 1 500    |
| SPR Stal Mielec                    | 13e            | Mielec               | Hala Sportowa Gimnazjum numer 2 w Mielcu          | 300      |
| SPR Tarnów (en)                    | 14e            | Tarnów               | Arena "Jaskółka" Tarnów                           | 4 317    |

## Compétition

### Classement
|    | Équipe                     | Pts | J  | G  | Gt | Pt | P  | Bp  | Bc  | Diff |
| -- | -------------------------- | --- | -- | -- | -- | -- | -- | --- | --- | ---- |
| 1  | KS Kielce T C              | 77  | 26 | 25 | 1  | 0  | 0  | 919 | 662 | 257  |
| 2  | Wisła Płock                | 70  | 26 | 23 | 0  | 1  | 2  | 791 | 570 | 221  |
| 3  | KS Azoty-Puławy            | 61  | 26 | 20 | 0  | 1  | 5  | 846 | 687 | 159  |
| 4  | Górnik Zabrze              | 57  | 26 | 19 | 0  | 0  | 7  | 689 | 615 | 74   |
| 5  | Gwardia Opole (en)         | 39  | 26 | 12 | 1  | 1  | 12 | 735 | 731 | 4    |
| 6  | MKS Kalisz (en)            | 37  | 26 | 11 | 2  | 0  | 13 | 688 | 704 | -16  |
| 7  | SPR Chrobry Głogów         | 35  | 26 | 10 | 2  | 1  | 13 | 725 | 792 | -67  |
| 8  | Pogoń Szczecin             | 34  | 26 | 11 | 0  | 1  | 14 | 687 | 743 | -56  |
| 9  | Zagłębie Lubin             | 29  | 26 | 8  | 0  | 5  | 13 | 685 | 757 | -72  |
| 10 | MMTS Kwidzyn               | 26  | 26 | 7  | 2  | 1  | 16 | 624 | 721 | -97  |
| 11 | Wybrzeże Gdańsk            | 23  | 26 | 6  | 2  | 1  | 17 | 655 | 762 | -107 |
| 12 | SPR Tarnów (en) FC         | 21  | 26 | 7  | 0  | 0  | 19 | 646 | 754 | -108 |
| 13 | Piotrkowianin Piotrków Tr. | 20  | 26 | 5  | 2  | 1  | 18 | 702 | 779 | -77  |
| 14 | SPR Stal Mielec            | 17  | 26 | 4  | 2  | 1  | 19 | 655 | 770 | -115 |

Ligue des champions
- Champion et qualifié

Ligue européenne
- Qualifié
- Invité

Relégation en I. Liga
- Barrage de relégation (annulé)
- Relégué (repêché)

Abréviations
- T : Tenant du titre 2020
- C : Vainqueur de la Coupe de Pologne

### Résultats
| Résultats (dom.\ext.) | Kiel. | Płock | Puła. | Zabr. | Opole | Kali. | Głog. | Szcz. | Lubin | Kwid. | Gdań. | Tarn. | Pio. T. | Miel. |
| KS Kielce |       | 29-29 | 30-29 | 34-30 | 39-24 | 32-25 | 37-26 | 37-22 | 44-23 | 40-26 | 34-25 | 37-26 | 40-21   | 38-28 |
| Wisła Płock | 19-31 |       | 34-25 | 27-18 | 28-18 | 30-25 | 34-20 | 31-16 | 31-25 | 34-17 | 29-19 | 32-21 | 30-23   | 44-18 |
| KS Azoty-Puławy | 29-33 | 24-33 |       | 20-21 | 30-28 | 36-22 | 32-27 | 35-24 | 36-29 | 42-27 | 30-26 | 38-23 | 31-30   | 35-21 |
| Górnik Zabrze | 24-31 | 18-27 | 22-28 |       | 23-24 | 24-25 | 32-27 | 28-24 | 28-24 | 31-20 | 38-21 | 28-19 | 29-24   | 27-25 |
| Gwardia Opole (en) | 29-37 | 27-35 | 25-35 | 20-29 |       | 28-26 | 28-28 | 28-21 | 25-26 | 34-20 | 27-18 | 31-30 | 33-29   | 41-24 |
| MKS Kalisz (en) | 28-33 | 25-29 | 24-35 | 21-25 | 33-26 |       | 27-32 | 20-18 | 27-28 | 27-16 | 30-23 | 28-27 | 35-28   | 28-24 |
| SPR Chrobry Głogów | 20-31 | 24-35 | 28-44 | 27-29 | 31-35 | 27-29 |       | 30-29 | 32-29 | 23-31 | 32-29 | 25-27 | 30-29   | 29-27 |
| Pogoń Szczecin | 29-40 | 26-24 | 22-33 | 23-27 | 30-24 | 27-24 | 32-32 |       | 30-32 | 31-25 | 27-26 | 31-26 | 19-30   | 34-33 |
| Zagłębie Lubin | 32-43 | 22-32 | 23-32 | 20-26 | 30-26 | 27-25 | 32-32 | 29-31 |       | 19-27 | 28-28 | 22-26 | 24-19   | 30-30 |
| MMTS Kwidzyn | 24-34 | 20-29 | 25-29 | 23-24 | 21-21 | 22-21 | 27-28 | 25-28 | 24-24 |       | 22-28 | 29-26 | 25-25   | 30-23 |
| Wybrzeże Gdańsk | 26-33 | 16-31 | 34-34 | 24-29 | 21-36 | 28-28 | 29-25 | 29-27 | 24-28 | 25-24 |       | 23-29 | 28-33   | 26-27 |
| SPR Tarnów (en) | 20-31 | 22-27 | 20-33 | 20-27 | 27-34 | 30-33 | 24-34 | 19-31 | 24-26 | 26-23 | 29-30 |       | 24-21   | 24-20 |
| Piotrkowianin Piotrków Trybunalski                                                                                            | 24-38 | 23-29 | 28-40 | 20-30 | 29-35 | 26-29 | 28-29 | 32-29 | 32-32 | 24-25 | 26-27 | 31-27 |         | 32-32 |
| SPR Stal Mielec | 24-33 | 18-28 | 28-31 | 17-22 | 31-28 | 23-23 | 26-27 | 24-26 | 23-21 | 25-26 | 26-22 | 29-30 | 29-35   |       |
| - Victoire à domicile - Victoire à domicile aux tirs au but - Victoire à l'extérieur aux tirs au but - Victoire à l'extérieur |       |       |       |       |       |       |       |       |       |       |       |       |         |       |

1. 1 2 3  4-3 aux tirs au but.
2. 1 2  4-2 aux tirs au but.
3. 1 2 3  2-4 aux tirs au but.
4. 1 2  3-5 aux tirs au but.
5. 1 2  3-4 aux tirs au but.
6. ↑  2-3 aux tirs au but.
7. ↑  3-2 aux tirs au but.

### Relégation
L'avant-dernier de Superliga, le Piotrkowianin Piotrków Trybunalski, aurait dû affronter le vice-champion de I. Liga, le SRS Przemyśl. La rencontre est annulée car le club de Przemyśl ne peut accéder à la première division.
Le KPR Legionowo, champion de I. Liga, n'est pas promu non plus. Pour le remplacer, la Superliga propose une wild-card à deux équipes : KPR Ostrovia Ostrów Wielkopolski et SPR Stal Mielec. Seule la deuxième équipe soumet sa candidature qui est acceptée et se maintient donc dans l'élite.

## Statistiques et récompenses

### Statistiques
Les meilleurs buteurs sont :
| #  | Joueur                | Club                       | Buts | MJ |
| -- | --------------------- | -------------------------- | ---- | -- |
| 1  | Rennosuke Tokuda      | SPR Tarnów (en)            | 160  | 26 |
| 2  | Andrii Akimenko (en)  | KS Azoty-Puławy            | 151  | 25 |
| 3  | Roman Chychykalo (en) | Zagłębie Lubin             | 124  | 26 |
| 4  | Patryk Mauer (en)     | Gwardia Opole (en)         | 114  | 22 |
| 5  | Oleksandr Tilte (en)  | SPR Chrobry Głogów         | 113  | 23 |
| 6  | Miljan Ivanović       | SPR Stal Mielec            | 111  | 26 |
| 7  | Michał Jurecki        | KS Azoty-Puławy            | 108  | 25 |
| 8  | Arkadiusz Moryto      | KS Kielce                  | 107  | 25 |
| 9  | Mateusz Góralski (pl) | MKS Kalisz (en)            | 106  | 25 |
| 10 | Piotr Swat (pl)       | Piotrkowianin Piotrków Tr. | 102  | 25 |

## Bilan de la saison
| Tableau d'honneur de la saison 2020-2021 |                 |                            |
| Compétition                              | Vainqueur       | Commentaire                |
| Championnat de Pologne                   | KS Kielce       | 18e titre                  |
| Coupe de Pologne                         | KS Kielce       | 17e victoire               |
| Bilan en coupes d'Europe 2020-2021       |                 |                            |
| Compétition                              | Qualifiés       | Commentaire                |
| Ligue des champions                      | KS Kielce       | 1/8 de finale              |
| Ligue européenne                         | Wisła Płock     | 4e place                   |
| Ligue européenne                         | KS Azoty-Puławy | 2e tour qualificatif       |
| Qualifications européennes 2021-2022     |                 |                            |
| Compétition                              | Qualifiés       | Commentaire                |
| Ligue des champions                      | KS Kielce       | Champion de Pologne        |
| Ligue européenne                         | Wisła Płock     | Vice-champion de Pologne   |
| Ligue européenne                         | KS Azoty-Puławy | 3e du championnat          |
| Ligue européenne                         | SPR Tarnów (en) | Finaliste de la coupe      |
| Ligue européenne                         | Górnik Zabrze   | 4e du championnat (invité) |
| Promotions et relégations                |                 |                            |
| néant                                    |                 |                            |